# Portland Timbers
I Portland Timbers sono un club calcistico statunitense di Portland (Oregon). Nato nel 1975 e sciolto nel 1982, il club partecipò in tale periodo alla North American Soccer League, la prima grande Lega calcio nordamericana di Prima Divisione; nel biennio 1989-1990 un club che cambiò il proprio nome in Portland Timbers prese parte all’American Professional Soccer League prima di sciogliersi anch'esso. Rifondato nel 2001, partecipa alla Major League Soccer.

## Storia

### NASL (1975-1982)
Il club entrò nella NASL nel 1975. Primo allenatore del club fu Vic Crowe, che inserì in squadra molti giocatori formatisi o transitati nel club inglese dell'Aston Villa, come Mick Hoban (primo calciatore ufficialmente ingaggiato dalla franchigia), Willie Anderson, Tony Betts, Barry Lynch ed il primo capitano della storia dei Timbers Brian Godfrey. La franchigia ebbe subito un avvio di tutto rispetto: a parte una vittoria nella regular season a New York contro i Cosmos, la squadra raggiunse il Soccer Bowl di San Jose, dove tuttavia perse 0-2 contro i Tampa Bay Rowdies. L'anno seguente non fu altrettanto positivo, soprattutto per problemi d'attacco: nessuna punta segnò più di tre goal e il miglior marcatore fu un centrocampista. Con l'arrivo di Clyde Best, inglese coloured nato a Bermuda, nella stagione 1977 i Portland quasi raddoppiarono il bottino di reti nella regular season (42 contro 23 della stagione precedente), ma questo non bastò a qualificarsi per i playoff. Questi giunsero, alfine, nel 1978 e la squadra arrivò fino alla semifinale, persa contro i Cosmos campioni NASL in carica e lanciati verso la riconferma.
Il 1979 fu un'altra stagione che vide i Timbers fuori dai playoff, complice anche uno sciopero dei calciatori che costrinse molti club a schierare le squadre giovanili. Nel 1980 vi fu una doppia guida tecnica, ma ugualmente la squadra terminò all'ultimo posto della propria divisione. Fino all'abbandono della NASL l'ultimo risultato di qualche rilievo fu l'ottavo di finale nei playoff della stagione 1981, poi la crescita degli stipendi dei giocatori non riuscì a compensare le entrate e la squadra annunciò il ritiro alla fine della stagione 1982. L'ultimo incontro fu la giornata finale della regular season, il 22 agosto: una sconfitta contro i Seattle Sounders per 0-1, dopodiché il club fu sciolto.

### WSL/APSL (1989-1990)
Nel 1985 nacque una lega dilettantistica chiamata Western Soccer League (WSL) di cui fu socio fondatore, tra gli altri, il F.C. Portland; questi, nel 1989, assunse il nome della franchigia scomparsa 7 anni prima e, con tale nome, prese parte all'ultimo campionato della WSL. Nel 1990 partecipò al primo campionato dell'American Professional Soccer League (nata dall'unione della WSL con l'American Soccer League o ASL). Nonostante il fatto che la squadra si sciolse alla fine di quella stagione, essa fu il trampolino di lancio di molti interessanti giocatori, il più famoso dei quali è il portiere della nazionale USA Kasey Keller.

### A-League/USL-D1
Il nuovo club nacque nel 2001 riprendendo il nome di quello che già vent'anni prima aveva figurato nella NASL; la prima stagione nella A-League fruttò l'accesso ai quarti di finale. Nelle stagioni seguenti, con un paio d'eccezioni, la squadra sarebbe sempre riuscita a partecipare ai playoff. I Timbers partecipano anche alla U.S. Open Cup, sebbene non siano riusciti ad avanzare mai oltre il quarto turno. Nella USL First Division i Timbers contendono il primato, nazionale e locale, con i loro più prossimi avversari di Seattle, i Sounders, e di Vancouver, gli Whitecaps. Tutte e tre le squadre provengono dalla NASL e danno vita a un torneo locale a cadenza annuale chiamato Cascadia Cup, dal nome della regione che comprende le due città statunitensi e la provincia canadese della Columbia Britannica.

### MLS
Nel 2011 entrano nella MLS.
Nel 2013 accedono per la prima volta ai playoff. Perdono la finale di Conference contro i Real Salt Lake.
Nel 2015 tornano ai playoff, vincono la prima finale di Conference della loro storia contro Dallas accedendo per la prima volta alla finale di MLS Cup. Il 6 dicembre 2015 si impongono per 2 a 1 contro i Columbus Crew aggiudicandosi per la prima volta il titolo.

## Cronologia
| Stagione | NASL          | NASL Indoor | WSL/APSL | A-League/USL-D1 | U.S. Cup | Affluenza media |
| -------- | ------------- | ----------- | -------- | --------------- | -------- | --------------- |
| 1975     | Finalista     | -           | -        | -               | -        | 14.503          |
| 1976     | n.q.          | -           | -        | -               | -        | 20.515          |
| 1977     | n.q.          | -           | -        | -               | -        | 13.216          |
| 1978     | Semifinalista | -           | -        | -               | -        | 11.803          |
| 1979     | n.q.          | -           | -        | -               | -        | 11.172          |
| 1980     | n.q.          | -           | -        | -               | -        | 10.120          |
| 1980/81  | -             | QF          | -        | -               | -        | 5.232           |
| 1981     | OF            | -           | -        | -               | -        | 10.516          |
| 1981/82  | -             | n.q.        | -        | -               | -        | 5.061           |
| 1982     | n.q.          | -           | -        | -               | -        | 8.786           |
| 1989     | -             | -           | n.q.     | -               | -        | -               |
| 1990     | -             | -           | n.q.     | -               | -        | -               |
| 2001     | -             | -           | -        | QF              | n.q.     | -               |
| 2002     | -             | -           | -        | OF              | n.q.     | -               |
| 2003     | -             | -           | -        | n.q.            | 3° T     | -               |
| 2004     | -             | -           | -        | QF              | 4° T     | -               |
| 2005     | -             | -           | -        | QF              | 4° T     | -               |
| 2006     | -             | -           | -        | n.q.            | 3° T     | -               |
| 2007     | -             | -           | -        | -               | 2° T     | -               |

## Strutture

### Stadio
I Timbers della MLS, analogamente a quelli che militarono nella NASL dal 1975 al 1982, giocano le loro gare interne al PGE Park, uno stadio di proprietà della municipalità di Portland idoneo a ospitare incontri di baseball, football americano e, ovviamente, calcio. Costruito nel 1925, la sua superficie è in erba sintetica e può quindi ospitare anche concerti senza grossi problemi per il fondo. Dotato di due tribune laterali coperte, ha una capacità variabile da circa 20.000 a poco più di 23.000 posti a seconda degli eventi che ospita. La gestione dello stadio è affidata alla Beavers PLC, la franchigia che possiede sia i Timbers che la squadra di baseball dei Portland Beavers. Normalmente noto come Civic Stadium in ragione della proprietà pubblica dell'impianto, deve il suo nome allo sponsor: PGE è infatti l'acronimo di Portland General Electric.

## Colori e simboli
I colori sociali del club sono il verde e il bianco, come quelli civici di Portland. L'ascia da boscaiolo nel logo simboleggia una delle attività principali dell'Oregon, l'industria del legname (timber in inglese vuol dire appunto “tronco” o “legname”). Uno dei più famosi e pittoreschi tifosi della squadra è Joey Webber, detto Timber Joey (Joey il boscaiolo) il quale appare sempre allo stadio armato di motosega e si produce in uno spettacolo singolare: ogni volta che i Timbers realizzano un goal Timber Joey sega via un pezzo di legno da un tronco approntato per la bisogna.

## Allenatori
- Vic Crowe (1975-1976)
- Brian Tiler (1977)
- Don Megson (1978-1979)
- Vic Crowe (1980-1982)
- Bernie Fagan (1985-1988)
- John Bain (1989-1990)
- Bobby Howe (2001-2005)
- Chris Agnello (2006)
- Gavin Wilkinson (2007-2010)
- John Spencer (2011-2012)
- Caleb Porter (2013-2017)
- Giovanni Savarese (2017-2023)
- Miles Joseph Ad interim
 (2023)
- Phil Neville (2024-)

## Palmarès

### Competizioni nazionali
- Campionato MLS: 1

2015
- MLS is Back Tournament: 1

2020

### Altri trofei
- Cascadia Cup: 4

2009, 2010, 2012, 2017

### Altri piazzamenti
- Campionato MLS:

Secondo posto: 2018, 2021
- Lamar Hunt U.S. Open Cup:

Semifinalista: 2013, 2019
- Campionato NASL:

Secondo posto: 1975
- Western Soccer League:

Secondo posto: 1986

## Organico

### Rosa 2025
Aggiornata al 20 agosto 2025.
| N. |                        | Ruolo | Calciatore         |
| -- | ---------------------- | ----- | ------------------ |
| 2  | Perù (bandiera)        | D     | Miguel Araujo      |
| 4  | Canada (bandiera)      | D     | Kamal Miller       |
| 5  | Argentina (bandiera)   | D     | Claudio Bravo      |
| 7  | Costa Rica (bandiera)  | C     | Ariel Lassiter     |
| 9  | Cile (bandiera)        | A     | Felipe Mora        |
| 10 | Portogallo (bandiera)  | C     | David Costa        |
| 11 | Brasile (bandiera)     | C     | Antony             |
| 13 | Croazia (bandiera)     | D     | Dario Župarić      |
| 14 | Uruguay (bandiera)     | A     | Jonathan Rodríguez |
| 15 | Stati Uniti (bandiera) | D     | Eric Miller        |
| 16 | Canada (bandiera)      | P     | Maxime Crépeau     |
| 17 | Paraguay (bandiera)    | C     | Cristhian Paredes  |
| 18 | Stati Uniti (bandiera) | D     | Zac McGraw         |

| N. |                          | Ruolo | Calciatore             |
| -- | ------------------------ | ----- | ---------------------- |
| 19 | Venezuela (bandiera)     | A     | Kevin Kelsy            |
| 20 | Nuova Zelanda (bandiera) | D     | Finn Surman            |
| 21 | Colombia (bandiera)      | C     | Diego Chará (capitano) |
| 23 | Stati Uniti (bandiera)   | D     | Ian Smith              |
| 24 | Argentina (bandiera)     | C     | David Ayala            |
| 25 | Stati Uniti (bandiera)   | P     | Trey Muse              |
| 27 | Colombia (bandiera)      | C     | Jimer Fory             |
| 29 | Colombia (bandiera)      | D     | Juan David Mosquera    |
| 30 | Colombia (bandiera)      | C     | Santiago Moreno        |
| 41 | Canada (bandiera)        | P     | James Pantemis         |
| 80 | Ecuador (bandiera)       | C     | Joao Ortiz             |
|    | Norvegia (bandiera)      | C     | Kristoffer Velde       |
|    | Paraguay (bandiera)      | C     | Matías Rojas           |

### Rosa 2024
Aggiornata al 25 marzo 2024.
| N. |                        | Ruolo | Calciatore         |
| -- | ---------------------- | ----- | ------------------ |
| 2  | Perù (bandiera)        | D     | Miguel Araujo      |
| 4  | Canada (bandiera)      | D     | Kamal Miller       |
| 5  | Argentina (bandiera)   | D     | Claudio Bravo      |
| 9  | Cile (bandiera)        | A     | Felipe Mora        |
| 10 | Brasile (bandiera)     | C     | Evander            |
| 11 | Brasile (bandiera)     | C     | Antony             |
| 13 | Croazia (bandiera)     | D     | Dario Župarić      |
| 14 | Uruguay (bandiera)     | A     | Jonathan Rodríguez |
| 15 | Stati Uniti (bandiera) | D     | Eric Miller        |
| 16 | Canada (bandiera)      | P     | Maxime Crépeau     |
| 17 | Stati Uniti (bandiera) | A     | Tega Ikoba         |
| 18 | Stati Uniti (bandiera) | D     | Zac McGraw         |
| 19 | Stati Uniti (bandiera) | A     | Eryk Williamson    |

| N. |                         | Ruolo | Calciatore             |
| -- | ----------------------- | ----- | ---------------------- |
| 21 | Colombia (bandiera)     | C     | Diego Chará (capitano) |
| 22 | Paraguay (bandiera)     | C     | Cristhian Paredes      |
| 24 | Argentina (bandiera)    | C     | David Ayala            |
| 25 | Stati Uniti (bandiera)  | P     | Trey Muse              |
| 27 | Colombia (bandiera)     | A     | Dairon Asprilla        |
| 29 | Colombia (bandiera)     | D     | Juan David Mosquera    |
| 30 | Colombia (bandiera)     | C     | Santiago Moreno        |
| 32 | Venezuela (bandiera)    | A     | Kevin Kelsy            |
| 33 | RD del Congo (bandiera) | D     | Larrys Mabiala         |
| 41 | Canada (bandiera)       | P     | James Pantemis         |
| 44 | Costa Rica (bandiera)   | A     | Marvin Loría           |
| 99 | Brasile (bandiera)      | A     | Nathan Fogaça          |

### Rosa 2023
| N. |                           | Ruolo | Calciatore             |
| -- | ------------------------- | ----- | ---------------------- |
| 1  | Stati Uniti (bandiera)    | P     | David Bingham          |
| 2  | Perù (bandiera)           | D     | Miguel Araujo          |
| 5  | Argentina (bandiera)      | D     | Claudio Bravo          |
| 8  | Costa d'Avorio (bandiera) | A     | Franck Boli            |
| 9  | Cile (bandiera)           | A     | Felipe Mora            |
| 10 | Argentina (bandiera)      | C     | Sebastián Blanco       |
| 11 | Polonia (bandiera)        | A     | Jarosław Niezgoda      |
| 13 | Croazia (bandiera)        | D     | Dario Župarić          |
| 14 | Stati Uniti (bandiera)    | D     | Justin Rasmussen       |
| 16 | Stati Uniti (bandiera)    | A     | Diego Gutiérrez        |
| 17 | Stati Uniti (bandiera)    | A     | Tega Ikoba             |
| 18 | Stati Uniti (bandiera)    | D     | Zac McGraw             |
| 19 | Stati Uniti (bandiera)    | A     | Eryk Williamson        |
| 20 | Brasile (bandiera)        | C     | Evander                |
| 21 | Colombia (bandiera)       | C     | Diego Chará (capitano) |

| N. |                         | Ruolo | Calciatore          |
| -- | ----------------------- | ----- | ------------------- |
| 22 | Paraguay (bandiera)     | C     | Cristhian Paredes   |
| 23 | Colombia (bandiera)     | C     | Yimmi Chará         |
| 24 | Argentina (bandiera)    | C     | David Ayala         |
| 26 | Stati Uniti (bandiera)  | P     | Hunter Sulte        |
| 27 | Colombia (bandiera)     | A     | Dairon Asprilla     |
| 28 | Venezuela (bandiera)    | D     | Pablo Bonilla       |
| 29 | Colombia (bandiera)     | D     | Juan David Mosquera |
| 30 | Colombia (bandiera)     | C     | Santiago Moreno     |
| 31 | Slovenia (bandiera)     | P     | Aljaž Ivačič        |
| 33 | RD del Congo (bandiera) | D     | Larrys Mabiala      |
| 44 | Costa Rica (bandiera)   | A     | Marvin Loría        |
| 57 | Panama (bandiera)       | D     | Víctor Griffith     |
| 80 | Brasile (bandiera)      | C     | Antony              |
| 99 | Brasile (bandiera)      | A     | Nathan Fogaça       |
|    | Germania (bandiera)     | C     | Noel Caliskan       |

### Rosa 2022
| N. |                        | Ruolo | Calciatore             |
| -- | ---------------------- | ----- | ---------------------- |
| 1  | Stati Uniti (bandiera) | P     | David Bingham          |
| 2  | Messico (bandiera)     | D     | Josecarlos Van Rankin  |
| 5  | Argentina (bandiera)   | D     | Claudio Bravo          |
| 9  | Cile (bandiera)        | A     | Felipe Mora            |
| 10 | Argentina (bandiera)   | C     | Sebastián Blanco       |
| 11 | Polonia (bandiera)     | A     | Jarosław Niezgoda      |
| 13 | Croazia (bandiera)     | D     | Dario Župarić          |
| 14 | Stati Uniti (bandiera) | D     | Justin Rasmussen       |
| 16 | Stati Uniti (bandiera) | A     | Diego Gutiérrez        |
| 17 | Stati Uniti (bandiera) | A     | Tega Ikoba             |
| 18 | Stati Uniti (bandiera) | D     | Zac McGraw             |
| 19 | Stati Uniti (bandiera) | A     | Eryk Williamson        |
| 20 | Stati Uniti (bandiera) | C     | George Fochive         |
| 21 | Colombia (bandiera)    | C     | Diego Chará (capitano) |
| 22 | Paraguay (bandiera)    | C     | Cristhian Paredes      |

| N. |                          | Ruolo | Calciatore          |
| -- | ------------------------ | ----- | ------------------- |
| 23 | Colombia (bandiera)      | C     | Yimmi Chará         |
| 24 | Argentina (bandiera)     | C     | David Ayala         |
| 25 | Nuova Zelanda (bandiera) | C     | Bill Tuiloma        |
| 26 | Stati Uniti (bandiera)   | P     | Hunter Sulte        |
| 27 | Colombia (bandiera)      | A     | Dairon Asprilla     |
| 28 | Venezuela (bandiera)     | D     | Pablo Bonilla       |
| 29 | Colombia (bandiera)      | D     | Juan David Mosquera |
| 30 | Colombia (bandiera)      | C     | Santiago Moreno     |
| 31 | Slovenia (bandiera)      | P     | Aljaž Ivačič        |
| 33 | RD del Congo (bandiera)  | D     | Larrys Mabiala      |
| 41 | Stati Uniti (bandiera)   | P     | Justin vom Steeg    |
| 44 | Costa Rica (bandiera)    | A     | Marvin Loría        |
| 98 | Stati Uniti (bandiera)   | C     | Blake Bodily        |
| 99 | Brasile (bandiera)       | A     | Nathan Fogaça       |

### Rosa 2021
| N. |                        | Ruolo | Calciatore              |
| -- | ---------------------- | ----- | ----------------------- |
| 1  | Stati Uniti (bandiera) | P     | Jeff Attinella          |
| 2  | Messico (bandiera)     | D     | Josecarlos Van Rankin   |
| 5  | Argentina (bandiera)   | D     | Claudio Bravo           |
| 7  | Perù (bandiera)        | A     | Andy Polo               |
| 8  | Argentina (bandiera)   | C     | Diego Valeri (capitano) |
| 9  | Cile (bandiera)        | A     | Felipe Mora             |
| 10 | Argentina (bandiera)   | C     | Sebastián Blanco        |
| 11 | Polonia (bandiera)     | A     | Jarosław Niezgoda       |
| 12 | Stati Uniti (bandiera) | P     | Steve Clark             |
| 13 | Croazia (bandiera)     | D     | Dario Župarić           |
| 15 | Gambia (bandiera)      | D     | Ismaila Jome            |
| 17 | Stati Uniti (bandiera) | A     | Jeremy Ebobisse         |

| N. |                          | Ruolo | Calciatore        |
| -- | ------------------------ | ----- | ----------------- |
| 19 | Stati Uniti (bandiera)   | A     | Eryk Williamson   |
| 21 | Colombia (bandiera)      | C     | Diego Chará       |
| 22 | Paraguay (bandiera)      | C     | Cristhian Paredes |
| 23 | Colombia (bandiera)      | C     | Yimmi Chará       |
| 25 | Nuova Zelanda (bandiera) | C     | Bill Tuiloma      |
| 27 | Colombia (bandiera)      | A     | Dairon Asprilla   |
| 28 | Venezuela (bandiera)     | D     | Pablo Bonilla     |
| 31 | Slovenia (bandiera)      | P     | Aljaž Ivačič      |
| 33 | RD del Congo (bandiera)  | D     | Larrys Mabiala    |
| 40 | Venezuela (bandiera)     | C     | Renzo Zambrano    |
| 44 | Costa Rica (bandiera)    | A     | Marvin Loría      |
| 98 | Stati Uniti (bandiera)   | C     | Blake Bodily      |

### Rosa 2013
| N. |                        | Ruolo | Calciatore         |
| -- | ---------------------- | ----- | ------------------ |
| 1  | Giamaica (bandiera)    | P     | Donovan Ricketts   |
| 2  | Stati Uniti (bandiera) | D     | Ryan Miller        |
| 4  | Canada (bandiera)      | A     | Will Johnson       |
| 5  | Stati Uniti (bandiera) | D     | Michael Harrington |
| 6  | Liberia (bandiera)     | A     | Darlington Nagbe   |
| 7  | Stati Uniti (bandiera) | C     | Salvatore Zizzo    |
| 8  | Argentina (bandiera)   | C     | Diego Valeri       |
| 9  | Giamaica (bandiera)    | A     | Ryan Johnson       |
| 10 | Francia (bandiera)     | A     | Frédéric Piquionne |
| 11 | Ghana (bandiera)       | C     | Kalif Alhassan     |
| 12 | Stati Uniti (bandiera) | D     | David Horst        |
| 13 | Stati Uniti (bandiera) | C     | Jack Jewsbury      |
| 14 | Stati Uniti (bandiera) | C     | Ben Zemanski       |
| 15 | Stati Uniti (bandiera) | C     | Steven Evans       |
| 16 | Stati Uniti (bandiera) | A     | Brent Richards     |

| N. |                          | Ruolo | Calciatore           |
| -- | ------------------------ | ----- | -------------------- |
| 17 | Stati Uniti (bandiera)   | C     | Michael Nanchoff     |
| 18 | Stati Uniti (bandiera)   | D     | Ryan Kuwalok         |
| 19 | Nigeria (bandiera)       | A     | Bright Dike          |
| 20 | Colombia (bandiera)      | A     | José Adolfo Valencia |
| 21 | Colombia (bandiera)      | C     | Diego Chará          |
| 22 | Costa Rica (bandiera)    | C     | Rodney Wallace       |
| 23 | Stati Uniti (bandiera)   | D     | Mobi Fehr            |
| 24 | Colombia (bandiera)      | A     | Sebastián Rincón     |
| 25 | Stati Uniti (bandiera)   | D     | Dylan Tucker-Gangnes |
| 27 | RD del Congo (bandiera)  | C     | Steve Zakuani        |
| 30 | Serbia (bandiera)        | P     | Miloš Kocić          |
| 35 | Stati Uniti (bandiera)   | D     | Jorge Villafaña      |
| 44 | Norvegia (bandiera)      | D     | Pa Modou Kah         |
| 90 | Nuova Zelanda (bandiera) | P     | Jacob Gleeson        |
| 98 | Gambia (bandiera)        | D     | Mamadou Danso        |

### Rosa 2011
| N. |                        | Ruolo | Calciatore             |
| -- | ---------------------- | ----- | ---------------------- |
| 1  | Stati Uniti (bandiera) | P     | Troy Perkins           |
| 2  | Stati Uniti (bandiera) | D     | Kevin Goldthwaite      |
| 5  | Stati Uniti (bandiera) | D     | Eric Brunner           |
| 6  | Liberia (bandiera)     | A     | Darlington Nagbe       |
| 7  | Stati Uniti (bandiera) | C     | Salvatore Zizzo        |
| 8  | Stati Uniti (bandiera) | C     | Peter Lowry            |
| 9  | Stati Uniti (bandiera) | A     | Bright Dike            |
| 10 | Inghilterra (bandiera) | A     | Edward William Johnson |
| 11 | Ghana (bandiera)       | C     | Kalif Alhassan         |
| 12 | Stati Uniti (bandiera) | D     | David Horst            |
| 13 | Stati Uniti (bandiera) | C     | Jack Jewsbury          |
| 14 | Haiti (bandiera)       | C     | James Marcelin         |
| 15 | Colombia (bandiera)    | A     | Jorge Perlaza          |
| 16 | Scozia (bandiera)      | C     | Adam Moffat            |
| 17 | Stati Uniti (bandiera) | C     | Jeremy Hall            |

| N. |                          | Ruolo | Calciatore       |
| -- | ------------------------ | ----- | ---------------- |
| 19 | Stati Uniti (bandiera)   | C     | Rodrigo López    |
| 20 | Nuova Zelanda (bandiera) | P     | Jake Gleeson     |
| 22 | Costa Rica (bandiera)    | D     | Rodney Wallace   |
| 23 | Stati Uniti (bandiera)   | C     | Ryan Pore        |
| 24 | Stati Uniti (bandiera)   | P     | Adin Brown       |
| 25 | Stati Uniti (bandiera)   | D     | Steve Purdy      |
| 26 | Uganda (bandiera)        | A     | Brian Umony      |
| 27 | Stati Uniti (bandiera)   | D     | Chris Taylor     |
| 28 | Stati Uniti (bandiera)   | C     | Freddie Braun    |
| 31 | Stati Uniti (bandiera)   | A     | Spencer Thompson |
| 32 | Stati Uniti (bandiera)   | P     | Kevin Guppy      |
| 33 | Stati Uniti (bandiera)   | A     | Kenny Cooper     |
| 98 | Gambia (bandiera)        | D     | Mamadou Danso    |
|    | Colombia (bandiera)      | C     | Diego Chará      |